# Francisco Peralta Osorno
Francisco Peralta Osorno (Manzanilla, Huelva; 18 de septiembre de 1943-Huelva, 18 de marzo de 2020) fue un arquero español. Participó en los Juegos Olímpicos de Moscú 1980.

## Biografía
Aunque nacido en la localidad onubense de Manzanilla, cuando contaba dos años su familia se trasladó a Huelva, donde realizó sus estudios. En 1966 ficha como jefe de área en la empresa Compañía Española de Minas de Río Tinto en Huelva.
En 1973, de forma casual, se inició en el tiro con arco, por medio de su amigo José Sánchez Vázquez, que era aficionado a esta disciplina. Tras ponerse en contacto con la Real Federación Española de Tiro con Arco, comenzaron a entrenar de forma autodidacta.
Al año siguiente, las buenas puntuaciones conseguidas en las competiciones nacionales a las que se presentó le permitieron ascender a arquero de primera categoría. En 1976 se proclamó Campeón Nacional por Equipos, junto con sus compañeros José Saavedra González y José Prieto Escaso (integrante de la selección española en los Juegos Olímpicos de Los Ángeles 1984).
El seleccionador español de tiro con arco Tomás Cerra le incluyó en el equipo nacional. Por ello se desplazaba todos los fines de semana desde Huelva a Oviedo, para poder entrenar allí junto con el resto de la selección nacional. Su esfuerzo se vio recompensado al acudir a la XXII edición de los Juegos Olímpicos celebrados en Moscú, donde quedó en la posición 33.
En 1981, al concluir su participación en el Campeonato de España, celebrado en Ibiza, se retiró de la competición para centrarse en su familia. Pero, años después, ya en el siglo XXI, decidió integrarse en el Club Asirio de Tiro con Arco Onubense, donde coincidió con José Saavedra González, y transmitió a las nuevas generaciones su larga experiencia.
En 2016 abandonó definitivamente su relación con el tiro con arco, a causa de problemas de salud. Ese mismo año fue homenajeado por el Club Asirio de Tiro con Arco.
Falleció a los setenta y seis años el 18 de marzo de 2020 a consecuencia de una larga enfermedad que no ha sido desvelada.